# 16 avril 1979
Le lundi 16 avril 1979 est le 106e jour de l'année 1979.

## Naissances
- Alla Tsuper, skieuse acrobatique biélorusse
- Alberto Comazzi, footballeur italien
- Arnaud Augoyard, pilote automobile de rallye amateur français
- Aude Bénier, curleuse française
- Christijan Albers, pilote automobile néerlandais
- Daniel Browne, joueur de rugby
- Joanna Skowron, kayakiste polonaise
- Juan Ángel Krupoviesa, footballeur argentin
- Lars Börgeling, athlète allemand spécialiste du saut à la perche
- Mauro Gavotto, joueur italien de volley-ball
- Sean Costello (mort le 15 avril 2008), chanteur et guitariste américain
- Sixto Peralta, footballeur argentin
- Stuart Hayes, triathlète britannique
- Teruki Tabata, joueur de football japonais
- Tina Daheley, journaliste et présentatrice anglaise
- Tom Segura, comédien et écrivain américain
- Tony Mwaba Kazadi, homme politique congolais, ministre de l'enseignement primaire et secondaire
- Yvain Juillard, acteur et auteur franco-belge

## Décès
- Fernand Thouvignon (né le 23 janvier 1904), assureur et historien français
- Manuel Bruker (né le 6 décembre 1891), peintre et collectionneur d'art
- Maria Caniglia (née le 5 mai 1905), soprano italien
- P. J. Wolfson (né le 22 mai 1903), auteur de romans policiers, scénariste
- Walter Gore (né le 8 octobre 1910), danseur et chorégraphe britannique
- Yoshikawa Kanpō (né en 1894), artiste et peintre japonais

## Événements
- Début de Championnat du monde de snooker 1979
- (Rallye automobile) : arrivée du Rallye Safari